# Seguenzia eritima
Seguenzia eritima är en snäckart som beskrevs av Addison Emery Verrill 1884. Seguenzia eritima ingår i släktet Seguenzia och familjen Seguenziidae. Inga underarter finns listade i Catalogue of Life.